# アントニオ・カンドレーヴァ
アントニオ・カンドレーヴァ（Antonio Candreva, 1987年2月28日 - ）は、イタリア・ローマ出身の元サッカー選手。元イタリア代表。ポジションはMF。

## 経歴

### テルナーナ
2004年9月21日、セリエBの1-1と引き分けに終わったエンポリFC戦でプロデビューを果たした。2005-06シーズンから徐々に出場機会を得るようになり、このシーズンはリーグ戦29試合に出場した。翌シーズンは、セリエCに降格したチーム内にあって、クラブの中心選手として活躍し、イタリア国内で注目を集めるようになった。

### ウディネーゼ
2007年6月、当時セリエAに在籍していたウディネーゼ・カルチョへ移籍したが、移籍後すぐにU-20チームへ配属された。翌年の1月27日、インテルとの試合でトップチームデビューを果たすが、0-0のスコアレスドローで試合を終えている。結果、このシーズンではリーグ戦とコッパ・イタリア合わせて8試合しか出場することができなかった。

### ウディネーゼからのレンタル
2008-09~2009-10シーズンは、出場機会を求めてセリエBのリヴォルノへ期限付き移籍をした。8月30日行われたアヴェッリーノとの試合で移籍後初フル出場、10月6日のエンポリ戦で移籍後初得点。
2010年1月、ユヴェントスへシーズン終了までのレンタルで移籍。1月23日のローマ戦でユヴェントスでのデビューを飾ると、2月21日のボローニャ戦では移籍後初得点となる決勝点を挙げた。
2010-11シーズンは、同じくセリエAのパルマへレンタル移籍。
2011-12シーズンの前半戦はACチェゼーナへレンタル移籍をする。

### ラツィオ
移籍市場閉鎖直前の2012年1月31日、SSラツィオへレンタル移籍。チェゼーナへシモーネ・デル・ネロをレンタルで放出し、ウディネーゼからのレンタルとなった。4月7日、SSCナポリ戦で移籍後初ゴールを決める。2012年7月18日、ラツィオ側が買い取りオプションを行使し、レンタル移籍から完全移籍へと切り替わった。完全移籍後の2012-13シーズンは、チームの主軸として奮闘する。リーグ戦では35試合に出場して6得点、自身2度目となるヨーロッパリーグではフェネルバフチェSKにこそ敗れたものの、ベスト8進出、コッパ・イタリアでは決勝でASローマを1-0で破り、優勝を飾った。2013年7月には契約を4年間延長した。

### インテル
2016年8月3日、インテルに4年契約で移籍した。11月20日、ミランとのミラノダービーで加入後初得点を記録した。2017-18シーズンはセリエAで36試合に出場するも、得点を挙げられなかった。そのシーズンのコッパ・イタリアではベスト8で宿敵ミランと戦った。カンドレーヴァはフル出場するも、延長後半にパトリック・クトローネに決勝点を与え、屈辱的な敗戦をした。2019-20シーズン、USレッチェとの開幕戦ではミドルシュートでネットを揺らし、4-0での大勝に貢献した。

### サンプドリア
2020年9月25日、UCサンプドリアと2024年までの契約を締結したことが発表された。レンタル移籍の期限満了後に完全移籍する契約となっている。

### サレルニターナ
2022年8月12日、USサレルニターナ1919にレンタル移籍することが発表された。特定の条件を満たした場合、買取義務が発生する。

## 代表経歴
U-18イタリア代表に選出されて以降、各世代の代表に選出。2008年にはトゥーロン国際大会、北京オリンピック代表に選ばれた。U-21イタリア代表では、U-21欧州選手権2009に参加。準決勝でU-21ドイツ代表と対戦し、0-1で敗北した。
2009年11月にリヴォルノでの活躍が認められイタリア代表に初招集され、11月14日に行われたオランダとの親善試合で先発出場し代表デビュー。2014年11月16日のUEFA EURO 2016予選・クロアチア戦で代表初得点を挙げた。

## プレースタイル・評価
縦への突破を持ち味とするサイドハーフ。中盤のすべてのポジションをこなし、司令塔としての才能も評価されている。
イタリア代表のチームマネージャーを務めるルイジ・リーヴァは「フィジカルも良く、運動量があって、ボールへのタッチも上手い」と評価し、元イタリア代表監督のマルチェロ・リッピはドイツW杯のメンバーと比較し「シモーネ・ペッロッタのようなプレーができる」と評している。

## エピソード
- 以前、自身とは全く無関係の、イタリア・ミネルベの小学校に通う給食費が未納の女子児童の給食費を肩代わりしたことがある[18]。
- インテルで背番号87番を付けている理由は、彼が1987年生まれだからである[19]。

## 個人成績
| クラブ              | シーズン | リーグ | リーグ | カップ | カップ | UEFA大会 | UEFA大会 | その他 | その他 | 合計 | 合計 |
| クラブ              | シーズン | 出場   | 得点   | 出場   | 得点   | 出場     | 得点     | 出場   | 得点   | 出場 | 得点 |
| ------------------- | -------- | ------ | ------ | ------ | ------ | -------- | -------- | ------ | ------ | ---- | ---- |
| テルナーナ          | 2005-06  | 29     | 0      | 0      | 0      | —        | —        | ー     | ー     | 29   | 0    |
| テルナーナ          | 2006-07  | 16     | 0      | 0      | 0      | —        | —        | ー     | ー     | 16   | 0    |
| テルナーナ          | 通算     | 45     | 0      | 0      | 0      | ー       | ー       | ー     | ー     | 45   | 0    |
| ウディネーゼ        | 2007-08  | 3      | 0      | 0      | 0      | —        | —        | ー     | ー     | 3    | 0    |
| リヴォルノ (loan)   | 2008-09  | 33     | 2      | 0      | 0      | —        | —        | ー     | ー     | 33   | 2    |
| リヴォルノ (loan)   | 2009-10  | 19     | 0      | 3      | 0      | —        | —        | ー     | ー     | 22   | 0    |
| リヴォルノ (loan)   | 通算     | 52     | 2      | 3      | 0      | ー       | ー       | ー     | ー     | 55   | 2    |
| ユヴェントス (loan) | 2009-10  | 16     | 2      | 1      | 0      | 3        | 0        | ー     | ー     | 20   | 2    |
| パルマ (loan)       | 2010-11  | 31     | 3      | 2      | 0      | —        | —        | ー     | ー     | 33   | 3    |
| チェゼーナ (loan)   | 2011-12  | 18     | 2      | 3      | 0      | —        | —        | ー     | ー     | 21   | 3    |
| ラツィオ            | 2011-12  | 15     | 3      | —      | —      | 2        | 0        | ー     | ー     | 17   | 3    |
| ラツィオ            | 2012-13  | 35     | 6      | 3      | 0      | 11       | 1        | ー     | ー     | 49   | 7    |
| ラツィオ            | 2013-14  | 37     | 12     | 1      | 0      | 5        | 0        | 1      | 0      | 44   | 12   |
| ラツィオ            | 2014-15  | 34     | 10     | 4      | 1      | —        | —        | ー     | ー     | 38   | 11   |
| ラツィオ            | 2015-16  | 30     | 10     | 2      | 0      | 11       | 2        | 1      | 0      | 44   | 12   |
| ラツィオ            | 通算     | 151    | 41     | 10     | 1      | 29       | 3        | 2      | 0      | 192  | 45   |
| インテル            | 2016-17  | 38     | 6      | 2      | 1      | 5        | 1        | ー     | ー     | 45   | 8    |
| インテル            | 2017-18  | 36     | 0      | 1      | 0      | ー       | ー       | ー     | ー     | 37   | 0    |
| インテル            | 2018-19  | 18     | 1      | 2      | 2      | 9        | 0        | ー     | ー     | 29   | 3    |
| インテル            | 2019-20  | 1      | 1      | 0      | 0      | 0        | 0        | ー     | ー     | 1    | 1    |
| インテル            | 通算     | 93     | 8      | 5      | 3      | 14       | 1        | 0      | 0      | 112  | 12   |
| 通算                | 通算     | 410    | 58     | 24     | 4      | 46       | 4        | 2      | 0      | 481  | 66   |

## 代表歴

### 出場大会
- U-21イタリア代表
  - 2009年 - UEFA U-21欧州選手権2009（ベスト4）
- イタリア代表
  - 2013年 - FIFAコンフェデレーションズカップ2013（3位）
  - 2014年 - 2014 FIFAワールドカップ
  - 2016年 - UEFA EURO 2016（ベスト8）

### 試合数
- 国際Aマッチ 54試合 7得点 (2009年-2018年)

| イタリア代表 | 国際Aマッチ | 国際Aマッチ |
| 年           | 出場        | 得点        |
| ------------ | ----------- | ----------- |
| 2009         | 2           | 0           |
| 2010         | 0           | 0           |
| 2011         | 0           | 0           |
| 2012         | 3           | 0           |
| 2013         | 13          | 0           |
| 2014         | 8           | 1           |
| 2015         | 9           | 2           |
| 2016         | 9           | 3           |
| 2017         | 8           | 1           |
| 2018         | 2           | 0           |
| 通算         | 54          | 7           |

### 得点
| #  | 開催年月日     | 開催地                                               | 対戦国             | スコア | 結果 | 試合概要                                |
| -- | -------------- | ---------------------------------------------------- | ------------------ | ------ | ---- | --------------------------------------- |
| 1. | 2014年11月16日 | ミラノ、スタディオ・ジュゼッペ・メアッツァ           | クロアチア         | 1-0    | 1-1  | UEFA EURO 2016予選                      |
| 2. | 2015年06月12日 | スプリト、スタディオン・ポリュド                     | クロアチア         | 1-1    | 1-1  | UEFA EURO 2016予選                      |
| 3. | 2015年11月13日 | ブリュッセル、ボードゥアン国王競技場                 | ベルギー           | 0-1    | 3-1  | 親善試合                                |
| 4. | 2016年06月06日 | ヴェローナ、スタディオ・マルカントニオ・ベンテゴディ | フィンランド       | 1-0    | 2-0  | 親善試合                                |
| 5. | 2016年09月05日 | ハイファ、サミー・オフェル・スタジアム               | イスラエル         | 0-2    | 1-3  | 2018 FIFAワールドカップ・ヨーロッパ予選 |
| 6. | 2016年11月12日 | ファドゥーツ、ラインパーク・シュタディオン           | リヒテンシュタイン | 0-3    | 0-4  | 2018 FIFAワールドカップ・ヨーロッパ予選 |
| 7. | 2017年10月9日  | シュコドラ、ロロ・ボリーチ・スタジアム               | アルバニア         | 0-1    | 0-1  | 2018 FIFAワールドカップ・ヨーロッパ予選 |

## タイトル
クラブ
SSラツィオ
- コッパ・イタリア 2012-13